# Obelisco

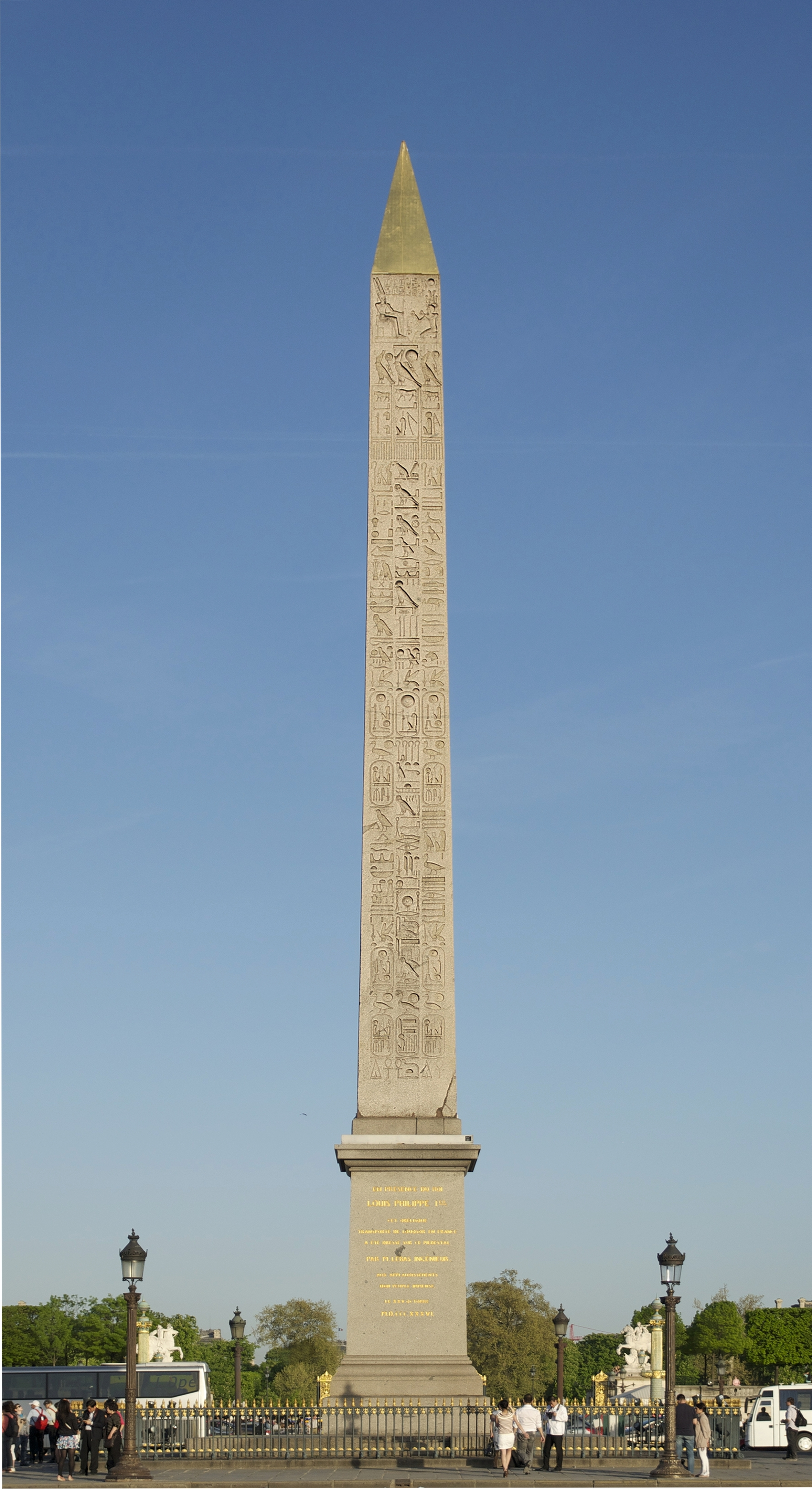
El Obelisco de Luxor erigido en la plaza de la Concordia, París

Un obelisco u óbelo (del idioma griego ὀβελίσκος - obeliskos, diminutivo irónico de ὀβελός - obelos: espeto, aguja) es un monumento pétreo con forma de pilar, de sección cuadrada, con cuatro caras trapezoidales iguales, ligeramente convergentes, rematado superiormente en una pequeña pirámide denominada piramidión. Generalmente se erigían sobre una base de piedra prismática. Los antiguos obeliscos se tallaron de un solo bloque de piedra (monolitos). El primero del que se tiene noticia se data en la época de Userkaf, faraón de la dinastía V de Egipto (c. 2500 a. C.). Se desconoce cómo eran erigidos estos monumentos, pues no hay ninguna documentación egipcia describiendo el método empleado. En todos los países o las principales capitales existe un obelisco.

## Obeliscos antiguos

### Antiguo Egipto
Los obeliscos se utilizaron de manera prominente en el Antiguo Egipto. Tallados en un solo bloque de piedra, generalmente se colocaban por pares a la entrada de los templos, junto a los pilonos. Durante la breve reforma religiosa de Akenatón se consideraban como rayos petrificados de Atón, el disco solar.

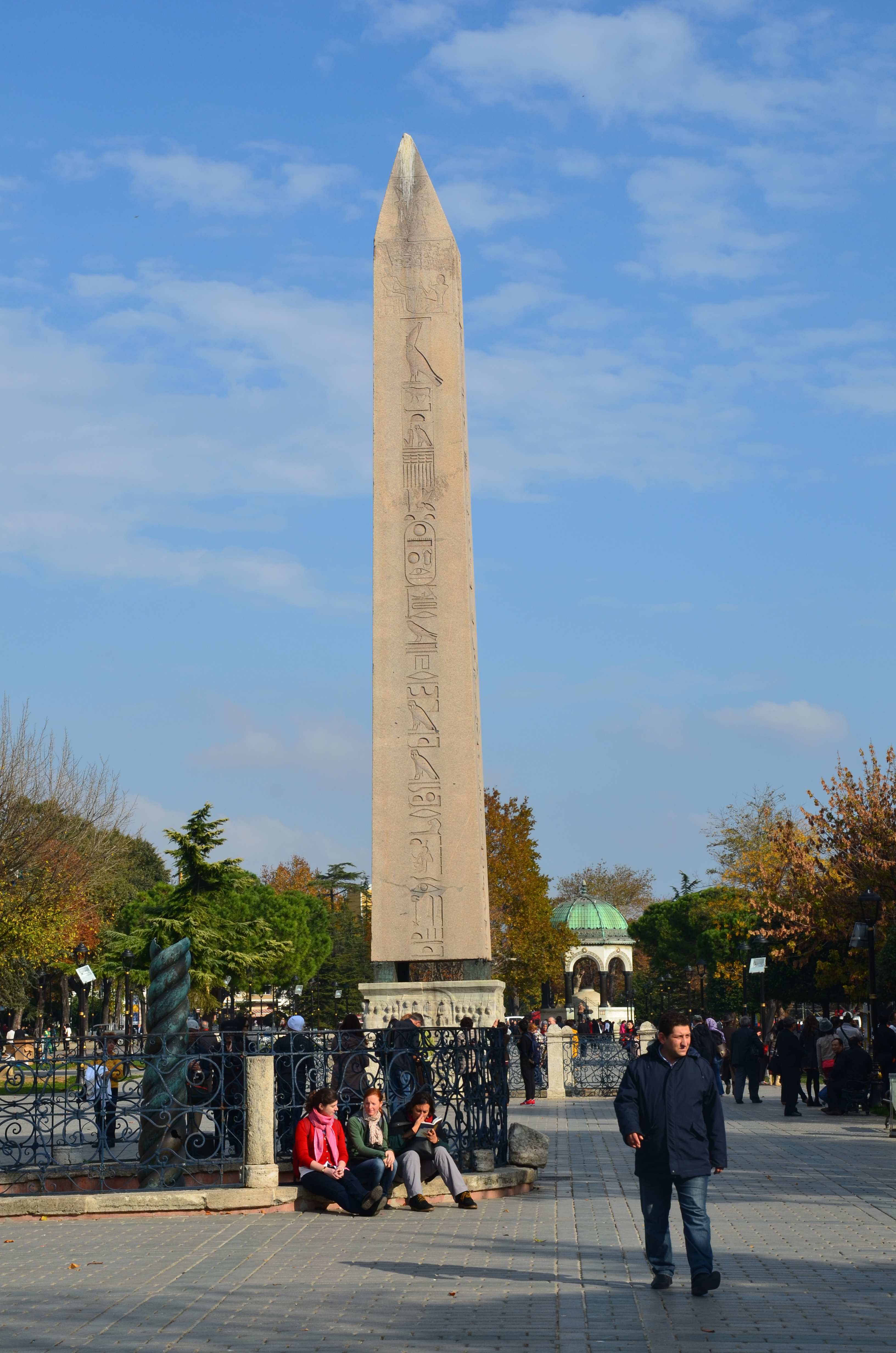
Obelisco de Tutmosis III, Estambul, Turquía

La mayoría de los obeliscos procedían de las canteras de granito de Asuán. Actualmente se conocen más de treinta obeliscos egipcios terminados y uno inacabado (hallado en dicha cantera).
Muchos obeliscos egipcios fueron llevados a Roma, la capital del imperio dominante. Posteriormente, otros imperios de occidente
también se llevaron obeliscos egipcios para erigirlos en sus capitales, como es el caso del erigido en la Plaza de la Concordia en París.

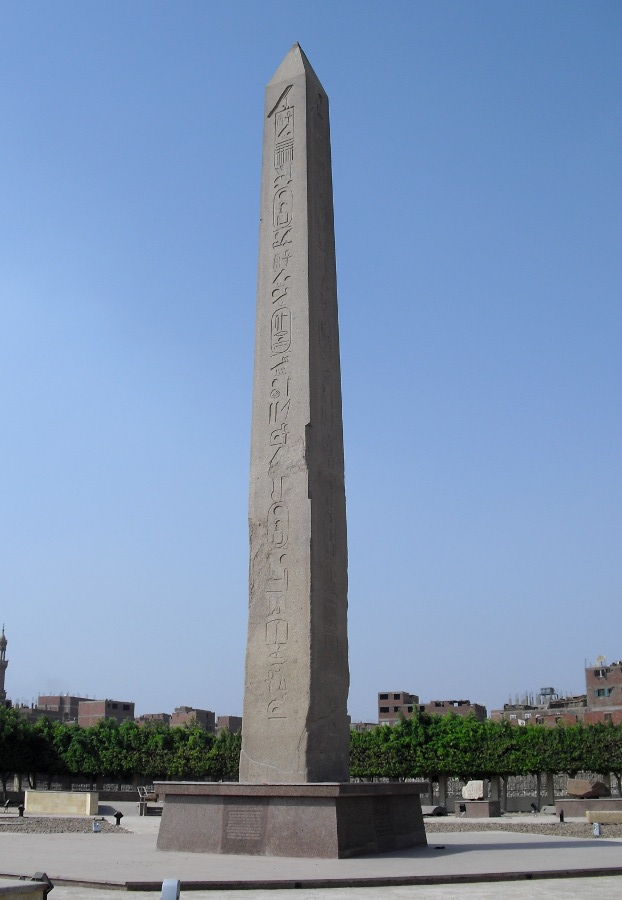
Obelisco de Sesostris I, en Heliópolis (Egipto). Es el más antiguo que se conserva íntegro.

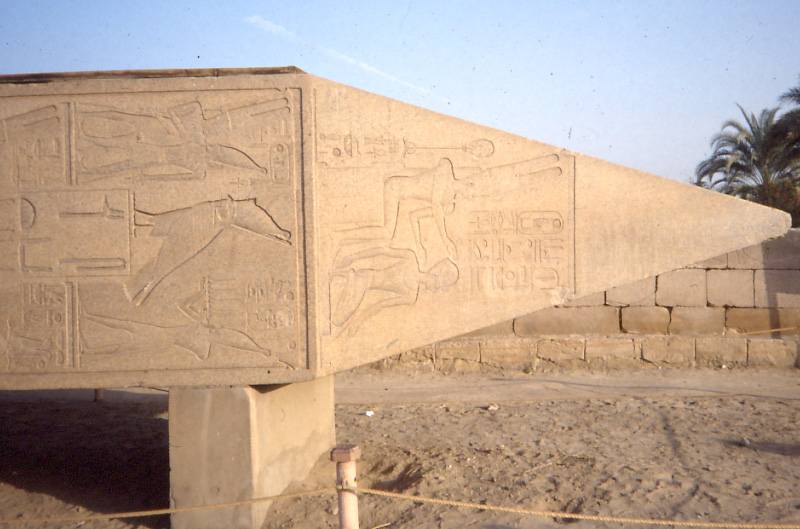
Piramidión del obelisco caído de Hatshepsut. Karnak (Egipto).

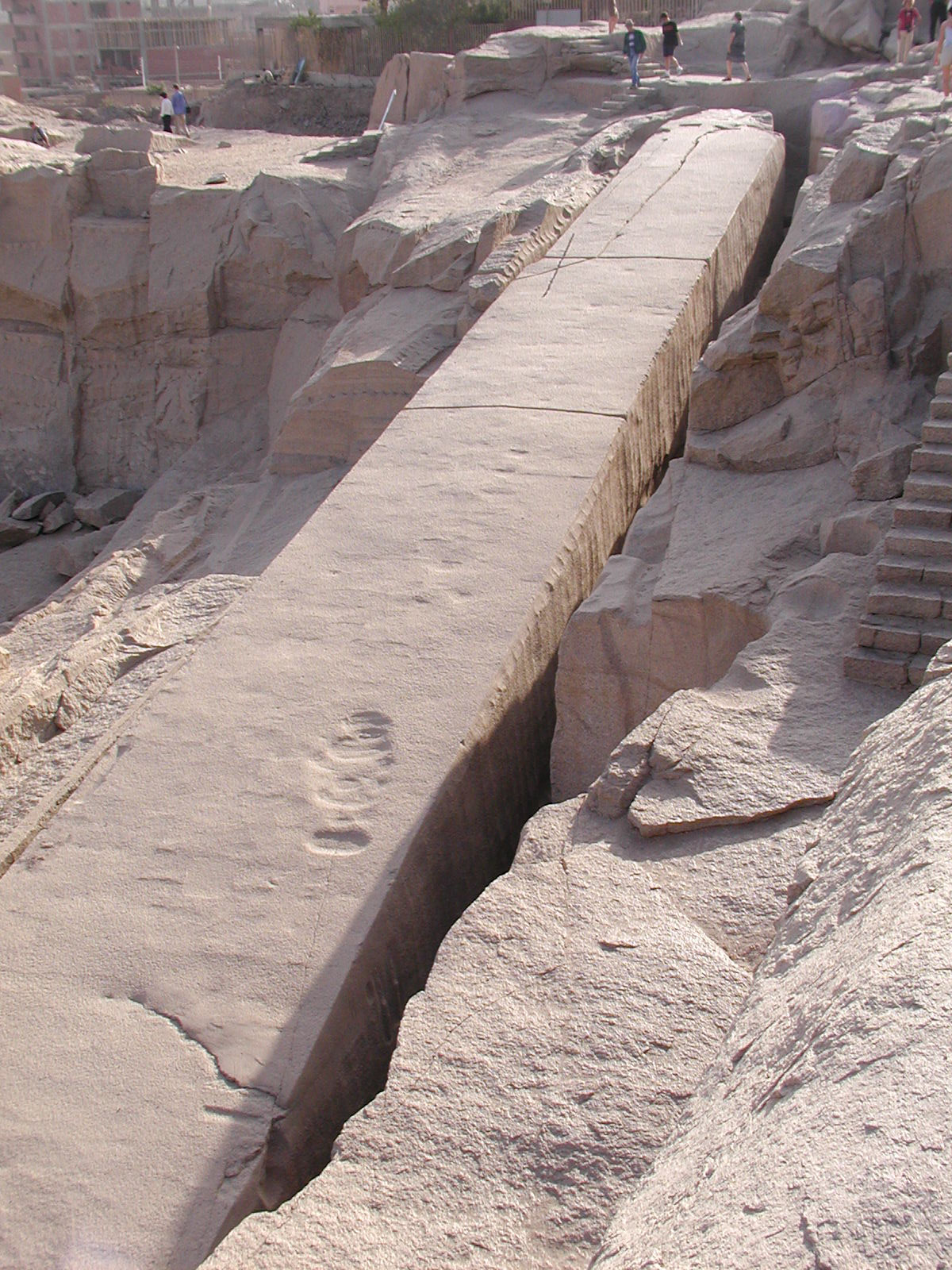
Obelisco inacabado. Asuán (Egipto).

Estas son las ubicaciones de los obeliscos más conocidos del Antiguo Egipto:
- Egipto

- Faraón Sesostris I, en Heliópolis, El Cairo (20,4 m)
- Faraón Sesostris I, Cocodrilópolis, El Fayum (12,9 m)
- Faraón Tutmosis I, Templo de Karnak, Luxor (19,5 m)
- Faraón Hatshepsut, en el Templo de Karnak, Luxor (29,5 m)
- Faraón Tutmosis III, en Heliópolis, actualmente en Londres y Nueva York.
- Faraón Tutmosis III, en el Templo de Karnak, actualmente uno en Estambul.
- Faraón Ramsés II, Templo de Luxor, Luxor (25 m). Su pareja está en París.
- Faraón Ramsés II, Heliópolis, aeropuerto (17 m)
- Faraón Ramsés II, Jardín Al-Ándalus, El Cairo (13,9 m)
- Faraón Seti II, Templo de Karnak, Luxor (apr. 2 m)
- Faraón Ramsés III, Museo de Luxor, Luxor (0,96 m)

- reubicado en Estados Unidos:

- Faraón Tutmosis III, Central Park, Nueva York (21,6 m)

- reubicado en Francia:

- Obelisco de Lúxor, del faraón Ramses II, Plaza de la Concordia, París (22,8 m)

- reubicado en Israel:

- Obelisco del hipódromo de Cesarea, Cesarea Marítima (12 m)

- reubicados en Italia:

- Ciudad del Vaticano:

- Erigido en la época de César Augusto en Alejandría (25,4 m)

- Roma:

- obelisco de Letrán, en la plaza frente a la Archibasílica de San Juan de Letrán, de los faraones Tutmosis III y Tutmosis IV, Karnak (32,2 m)
- obelisco Flaminio, en la piazza del Popolo. Faraones Seti I y Ramsés II (24 m)
- Macuteto, Plaza de la Rotonda. Faraón Ramsés II, Heliópolis (6,4 m)
- Dogali, Plaza de la República. Faraón Ramsés II, Heliópolis (6,3 m)
- Matteiano. Faraón Ramsés II, Heliópolis (2,7 m)
- obelisco de Montecitorio o Solare, en la plaza Montecitorio. Faraón Psamético II, Heliópolis (21,8 m)
- obelisco de la Piazza della Minerva o Minerveo, en la plaza de Minerva. Faraón Apries, Sais (5,5 m)

- Florencia, Jardines de Boboli. Faraón Ramsés II (4,9 m)
- Urbino, plaza del Renacimiento. Faraón Apries
- Catania (isla de Sicilia), en la Piazza del Duomo.

- reubicado en Reino Unido:

- Faraón Tutmosis III, Obelisco de Cleopatra, Londres (20,9 m)
- Faraón Amenhotep II, Museo Oriental de la Universidad de Durham (2,12 m)
- Faraón Ptolomeo IX, Wimborne, Dorset (6,7 m)

- reubicado en Turquía:

- Faraón Tutmosis III, Hipódromo de Constantinopla, Estambul (19,6 m)

### Asiria
La forma de obelisco fue utilizada por la civilización asiria desde sus inicios. Ejemplo de ello es el obelisco negro de Salmanasar III, del siglo IX a. C., esculpido en una pieza de basalto de 1,98 metros de altura, donde se representan escenas de entrega de tributos. Fue descubierto en Nimrud y actualmente está expuesto en el Museo Británico.

### Reino Axumita, Etiopía y Eritrea

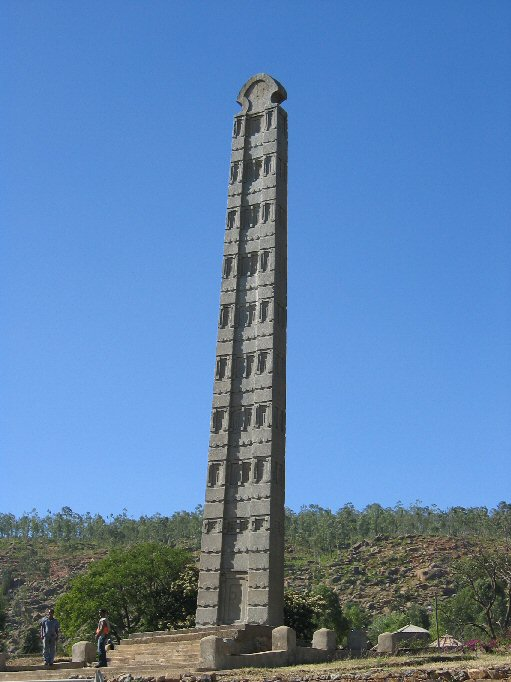
Obelisco de Aksum en Etiopía.

El reino Axumita de Etiopía y Eritrea erigió varios obeliscos. El más notable es el obelisco de Aksum de 24 m de altura esculpido hacia el siglo IV a. C.. Este obelisco fue tomado por Italia al terminar la segunda guerra ítalo-etíope, llevado a Roma en 1937 y erigido en la Piazza di Porta Capena. En 2003, el gobierno italiano aceptó devolver este obelisco, que fue transportado por avión de vuelta a Axum, dividido en tres partes. El monumento fue erigido en su lugar original el 4 de septiembre de 2008.

### Roma
Los romanos también esculpieron sus propios obeliscos al estilo antiguo
, de los cuales se conocen:
- Agonalis, Plaza Navona (Roma), Domiciano (16,5 m)
- Pinciano, Plaza Passeggiata (Roma), Adriano (9,2 m)
- Obelisco Salustiano, en la plaza de España (Roma), Aureliano (13,9 m)
- Quirinal, Palacio del Quirinal (Roma), Mausoleo de Augusto (14,6 m)
- Esquilino, Plaza del Esquilino (Roma), Mausoleo de Augusto (14,8 m)
- Obelisco de Arlés, en la plaza de la República de Arlés (FRA) (15 m)

### Andes
- Obelisco de Tello, una pieza alargada, prismática, de 2,52 m de altura, expuesta en el Museo de Chavín (Chavín de Huántar).

## Obeliscos de la Edad Contemporánea

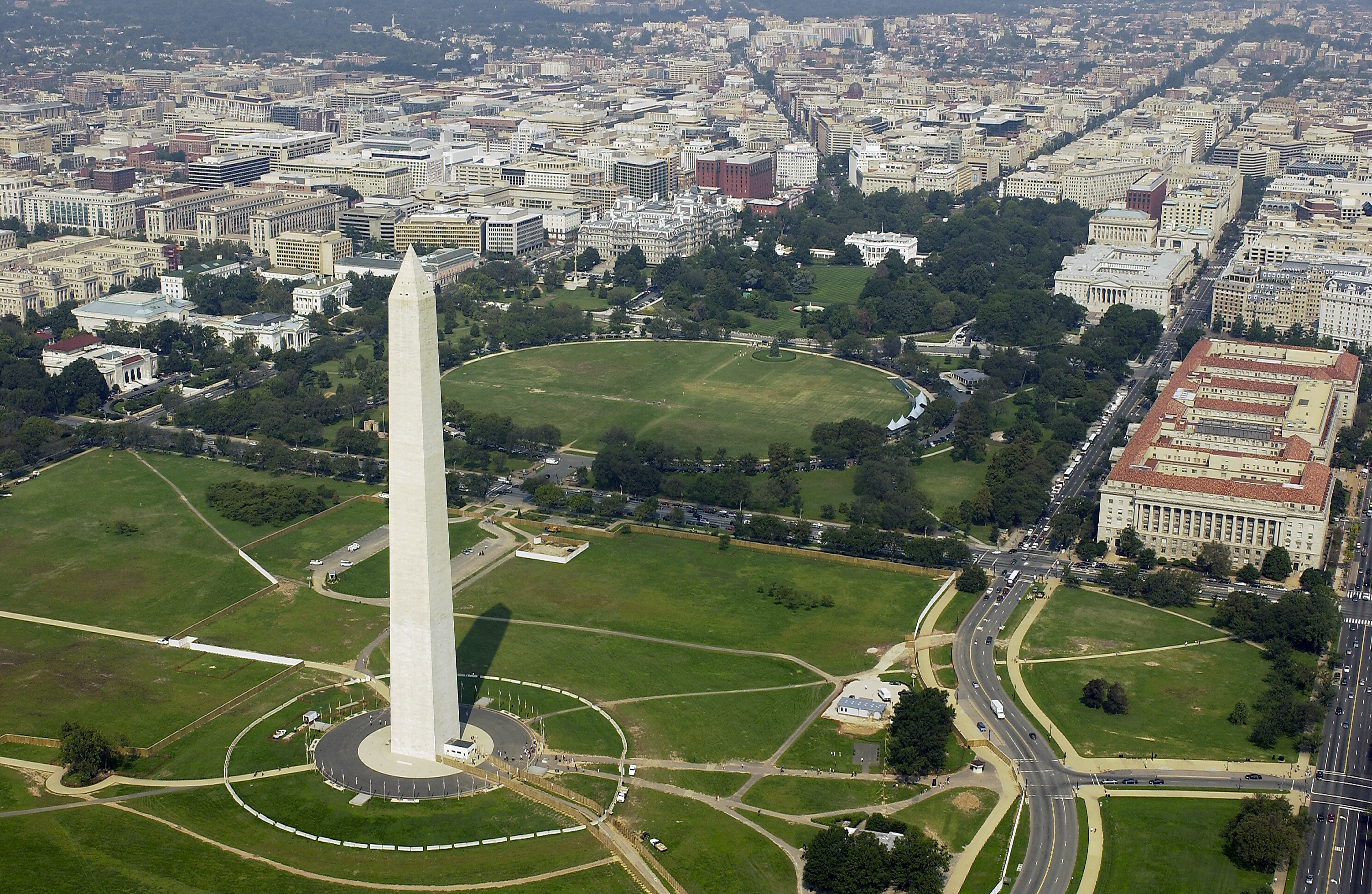
Monumento a Washington, Estados Unidos.

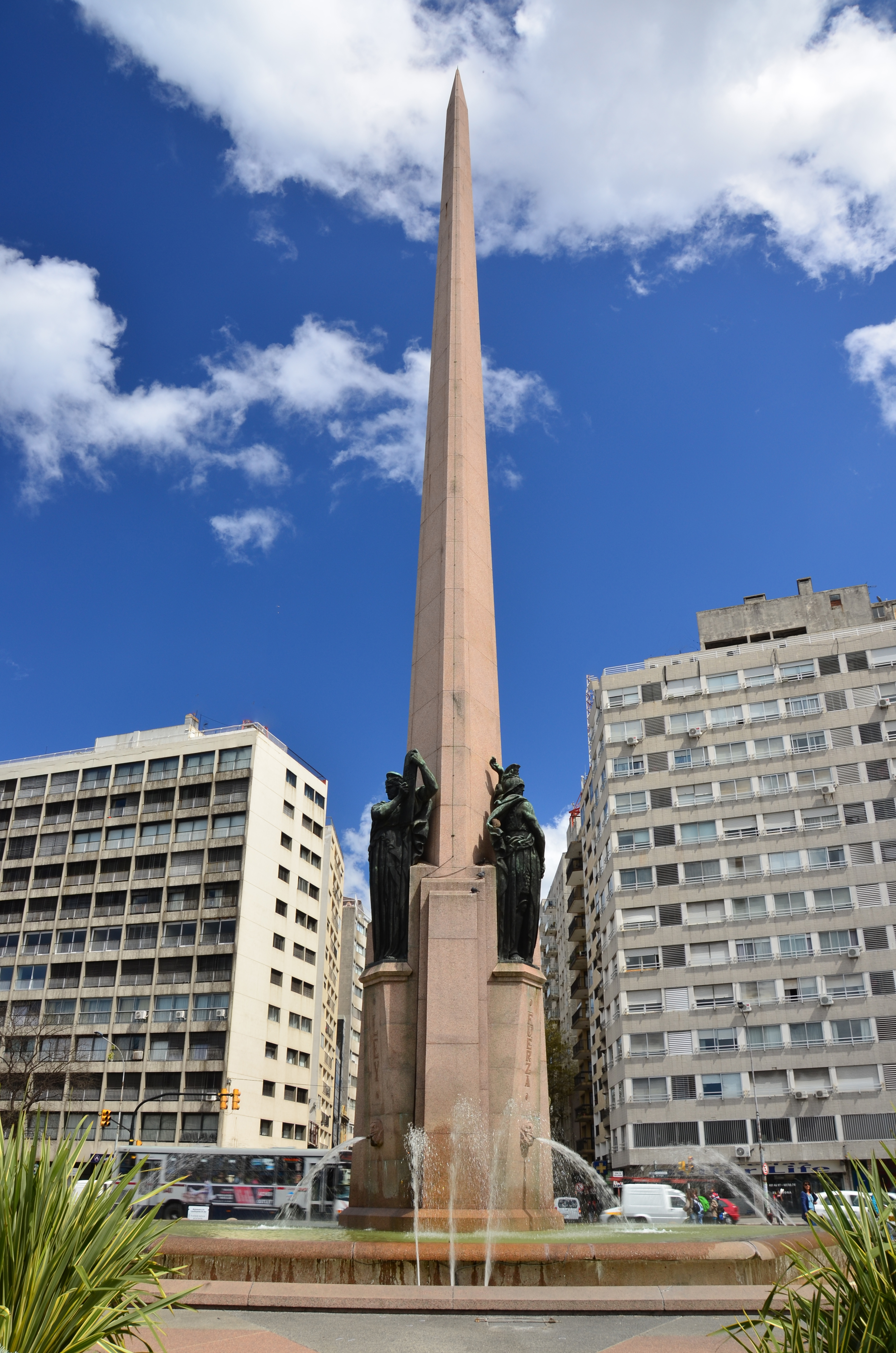
Obelisco a los Constituyentes, Montevideo, Uruguay

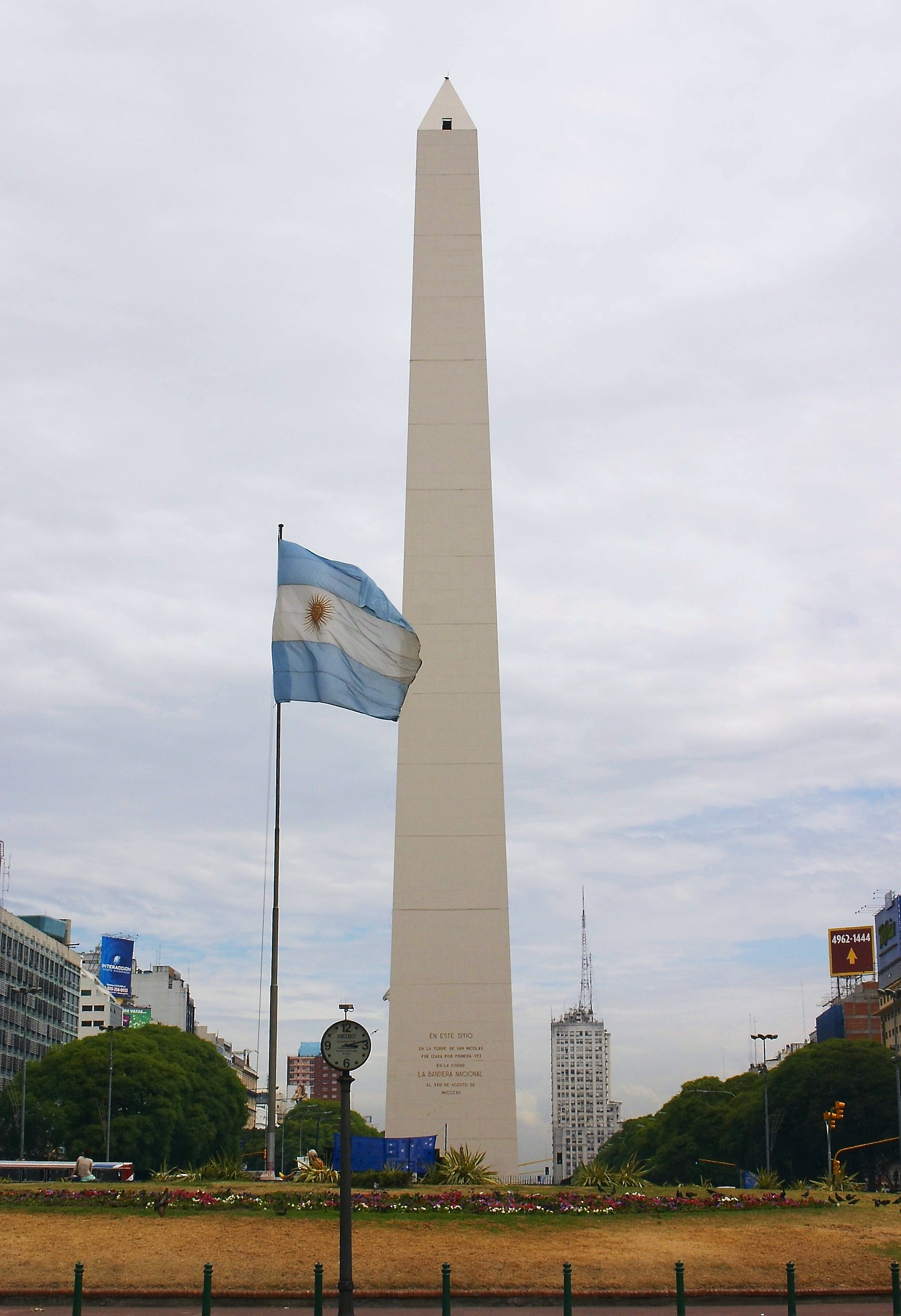
El Obelisco de la Ciudad de Buenos Aires, Argentina.

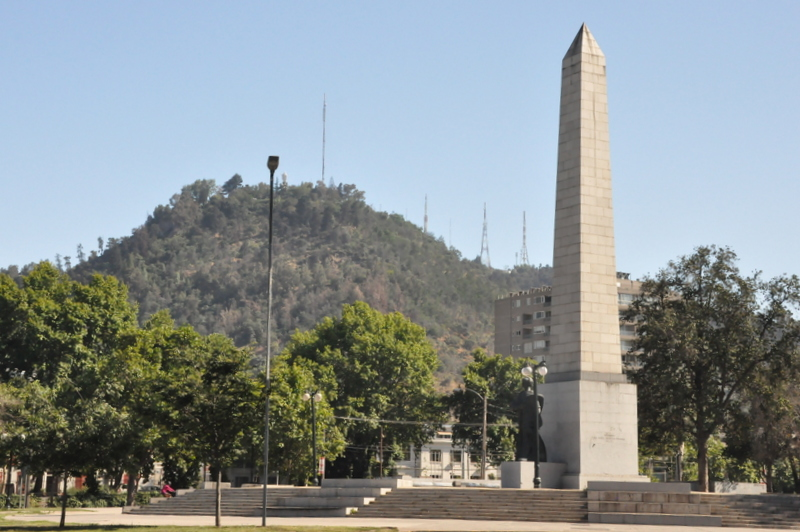
Obelisco de Santiago, Chile.

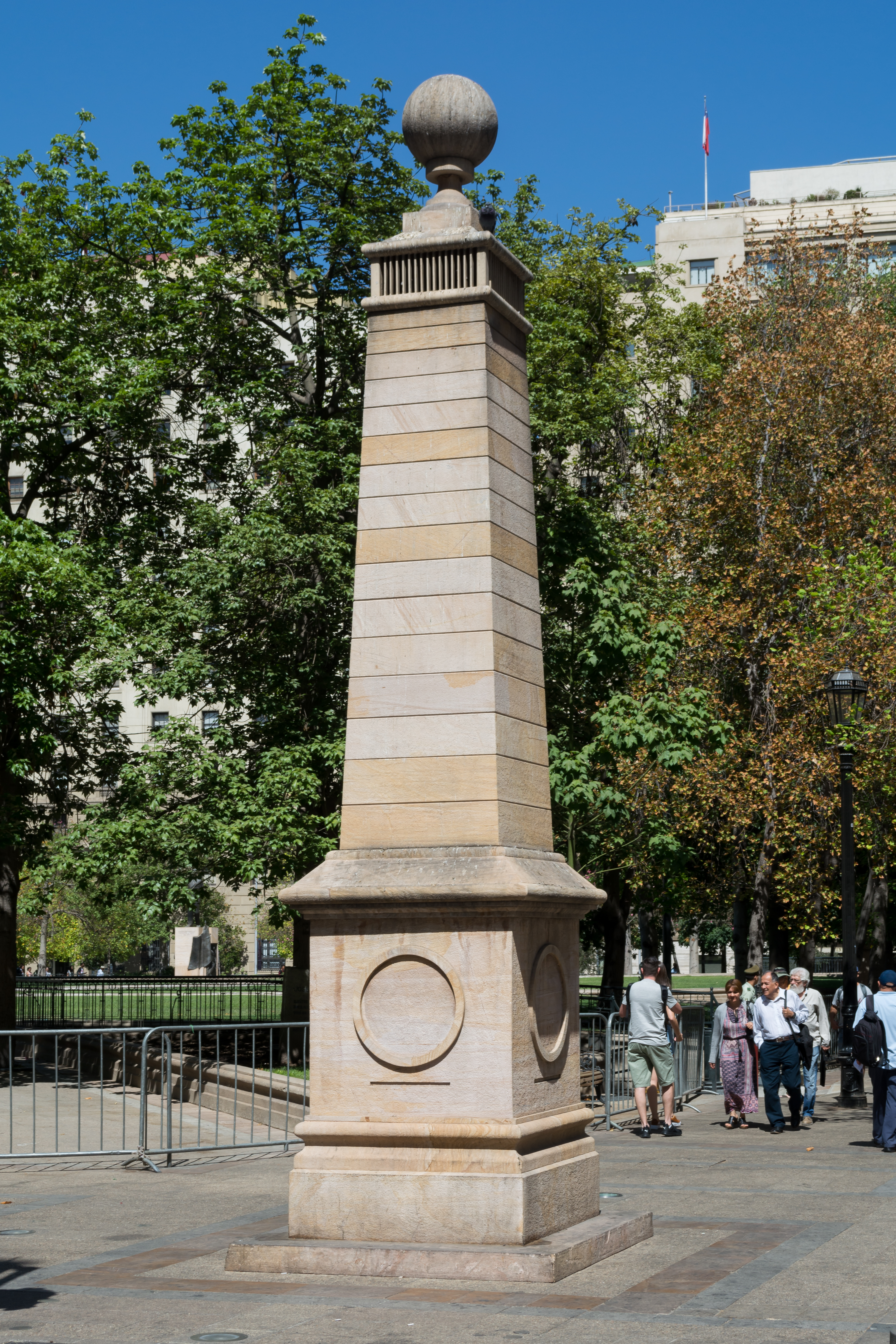
Obelisco de Plaza de la Constitución, Chile.

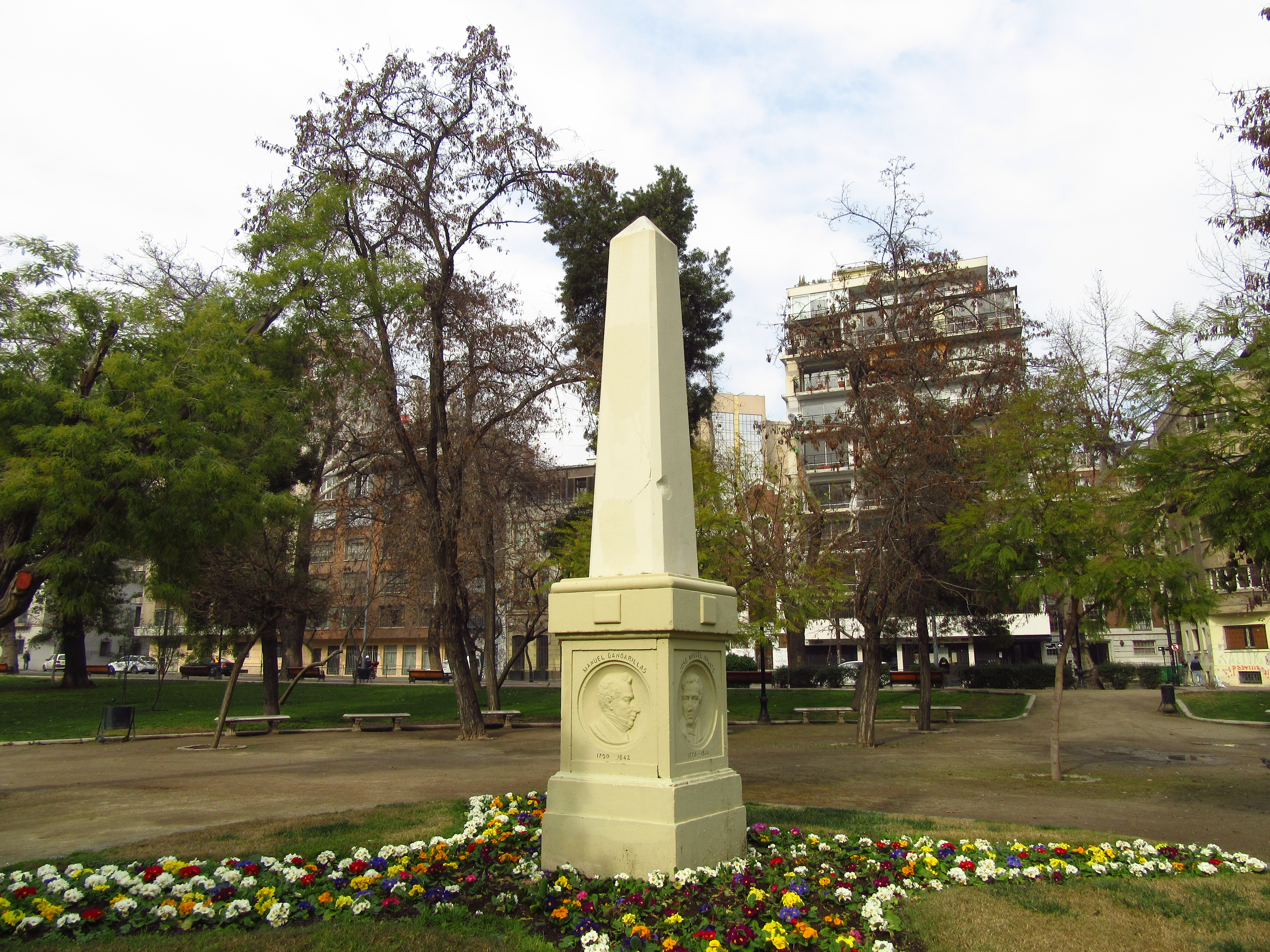
Obelisco de Parque Forestal, Chile.

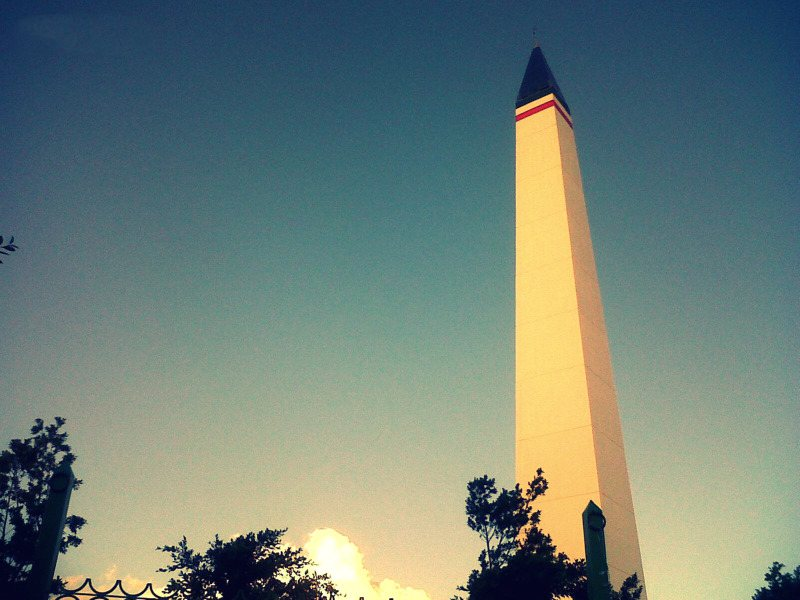
Obelisco de Actopan (Hidalgo), México.

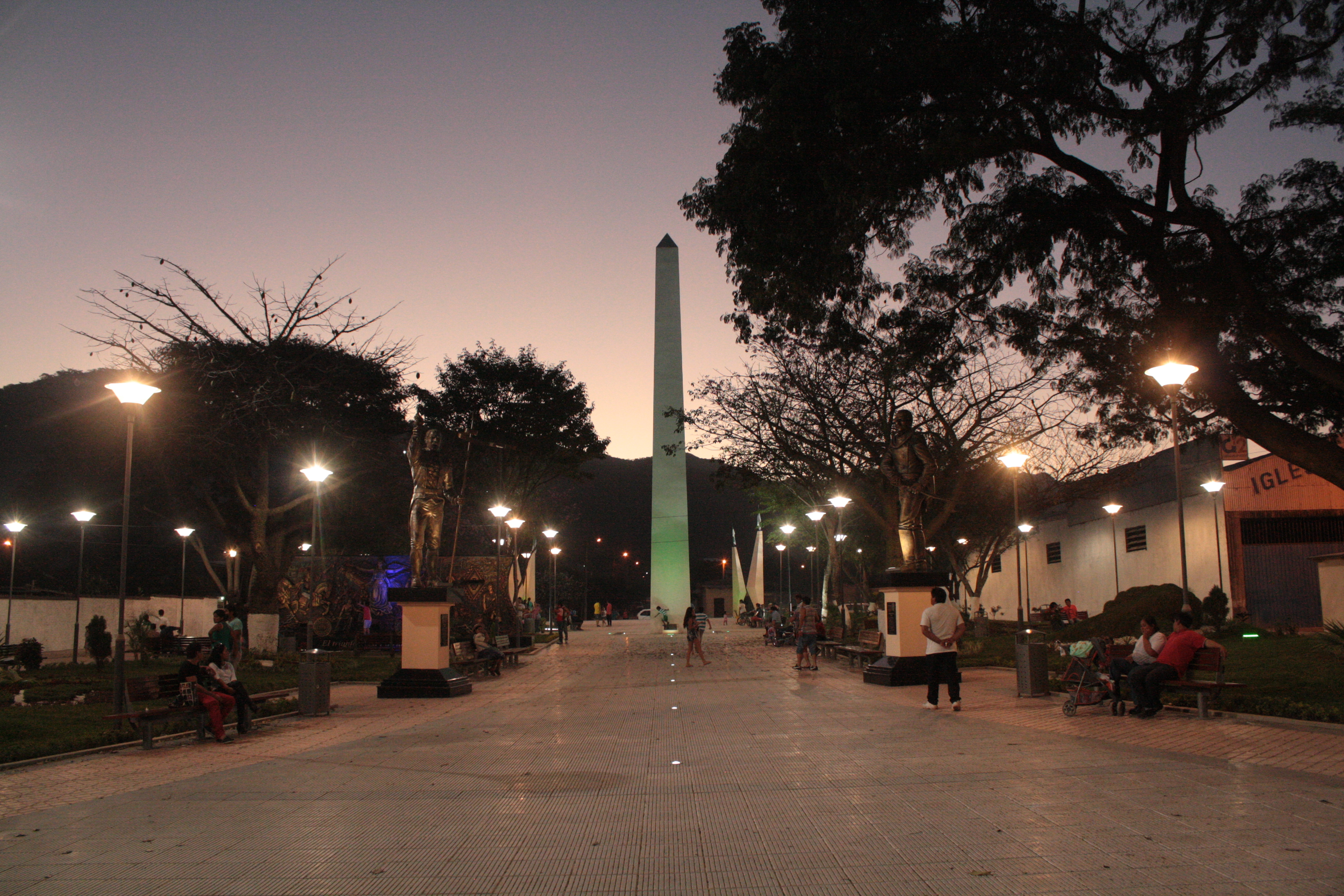
Obelisco de la Plaza "Los Libertadores", Yacuiba, Bolivia.

En los últimos siglos se han erigido obeliscos por lo general de carácter conmemorativo. Están elaborados a imitación de los que se utilizaron en el Antiguo Egipto, en diversos tamaños y con variados materiales, pétreos normalmente, aunque los mayores no son monolíticos. Estos son algunos de ellos:
Siglo XVIII (pertenecientes a la Edad Moderna)
- Escuela Stowe, Buckinghamshire. Obelisco del General Wolfe, 1754.
- Obelisco de la Candelaria en Tenerife (Islas Canarias), erigido en 1768, de 11 m.

Siglo XIX
- Monumento a Wellington (Dublín), obelisco no monolítico de 62 m., el más alto de Europa. Comenzado en 1817 y terminado en 1860.
- Villa Torlonia (Roma). Italia. Dos obeliscos erigidos en 1842.
- Monumento de Bunker Hill, Charlestown, Massachusetts. EE. UU. Construido entre 1827 y 1843.
- El Monumento a Washington en Washington, Distrito Columbia, Estados Unidos. Construido entre 1848 y 1888. Es el segundo obelisco (no monolítico) más alto del mundo, con 169,29 m de altura.
- Villa Medici (Roma). Italia. Copia del siglo XIX del obelisco egipcio ubicado en los jardines Boboli (Florencia).
- El Obelisco de los Cantones de la ciudad de La Coruña (España) fue levantado en memoria del alcalde Aureliano Linares Rivas en 1895.
- Obelisco en honor al general liberal español José María de Torrijos y Uriarte, en la plaza de la Merced de Málaga (España). La pieza forma parte de su monumento funerario, concluido en 1842.
- Obelisco del Monumento a los Mártires en Bogotá, Colombia. Es un obelisco de 17 m de altura y se inauguró el 4 de marzo de 1880.
- Obeliscos del puente del río Laja del arquitecto celayense Francisco Eduardo Tresguerras. Celaya, Guanajuato, México.

Siglo XX
- Obelisco y monumento al presidente chileno José Manuel Balmaceda, inaugurado en el año 1920.
- Obelisco de la calle real de Comayagüela[1] (Honduras), Construido en 1921. Tiene unos diez metros de altura. Fue construido en conmemoración de los 100 años de independencia de la nación durante el gobierno de Rafael López Gutiérrez.
- Obelisco del monumento a los Héroes de Cavite y Santiago de Cuba, en la ciudad española de Cartagena, de 15 metros de altura y construido en 1923.
- Obelisco de la Plaza de Francia, Las Bóvedas en la ciudad de Panamá, Panamá. Construido en 1923. Tiene 18 metros de altura.
- Obelisco a los Constituyentes de 1830, ubicado en Montevideo, Uruguay. Su construcción se inicia en 1930, con motivo del centenario de la jura de la primera Constitución en 1830. Tiene una altura de 40 metros.
- Foro Italico (Roma), Italia, en el Lungotévere Maresciallo Diaz. Levantado en honor a Mussolini en 1932.
- Obelisco de La Plata, Argentina. Construido en 1932, en honor al fundador de la ciudad, Dardo Rocha (masón), frente a la Casa de Gobierno y la plaza Libertador San Martín. Tiene 15,10 metros de altura.
- Obelisco del Malecón, también conocido como El Obelisco Macho, Santo Domingo, República Dominicana. Construido en 1935.
- El Obelisco o Monumento a los Próceres de la Independencia, Ciudad de Guatemala, Guatemala. Construido en 1935 y diseñado por Rafaél Pérez de León, con 18 metros de altura y 220 toneladas, este monumento situado en una enorme rotonda llamada Plaza del Obelisco fue mandado a construir bajo el mandato del dictador Jorge Ubico, para conmemorar la Independencia de Centroamérica.
- Obelisco de Buenos Aires, Argentina. Fue construido en 1936 con motivo del cuarto centenario de la primera fundación de Buenos Aires por Pedro de Mendoza. Tiene 67,5 metros de altura y se ubica  sobre la avenida 9 de Julio.
- Obelisco de Barcelona, Cinc d'Oros, en 1936, España.
- El Monumento de San Jacinto, Texas, en 1936, mide 173,7 metros de altura, siendo el obelisco (no monolítico) más alto del mundo. Conmemora la victoria estadounidense de 1836 en la Batalla de San Jacinto.
- Obelisco de la Plaza 9 de Julio en Junín, Argentina. Construido en 1938. Tiene 20 metros de altura.
- Obelisco de la plaza la República, Av 5 de Julio, Maracaibo, Venezuela. Construido en 1945, tiene 49 m de altura.
- Obelisco de la ciudad de Treinta y Tres, Uruguay, mide 45 metros.
- Obelisco de Simón Bolívar (o Monumento a Simón Bolívar) en la entrada a Polanco, Ciudad de México. Construido en 1937. Tiene 19 m de altura.
- Obelisco de la Plaza Francia, Caracas, Venezuela. Construido en 1945, tiene 44,25 metros de altura.[2]
- Obelisco de Barquisimeto, Barquisimeto, Venezuela. Un monumento prismático construido en 1952. Tiene 75 m de altura.[3]
- Obelisco de los italianos, San Cristóbal, Venezuela. Un monumento construido por la comunidad italiana que hace vida en esta ciudad.
- Obelisco de Cardona. Uruguay. Construido en 1953. Situado en el Boulevard Cardona.
- Obelisco de Cádiz, España. Construido en 1954. Tiene 12 metros de altura.
- Obelisco de la Estación del tren. Construido a inicios de 1950. Situado en Ibarra, Ecuador.
- Obelisco conmemorativo de los 400 años de la fundación de la ciudad de San Miguel, El Salvador. Inaugurado el 8 de mayo de 1930, está ubicado en la plaza del Obelisco, establecida ese mismo año al sur del Parque Rosales cerca de la extinta estación del ferrocarril. Mide más de ocho metros de altura.
- Obelisco de Acajutla. Construido en 1968 para nombrar ciudad al puerto de Acajutla.
- Obelisco de las Pampas de la Quinua, ubicado en el Santuario Histórico de la Pampa de Ayacucho construido en conmemoración de la Batalla de Ayacucho, tiene una altura de 44 metros.
- Obelisco de la plaza de Europa, Zaragoza, España. Está construido en hormigón y revestido de mármol de Marquina. Se inauguró el 22 de enero de 1990. Tiene 35 m de altura.
- Obelisco de la ciudad de Valledupar Colombia . construido sobre el año de 1992 revestido en mármol con una altura que excede los 35 metros de altura
- Obelisco de Puerto López, Meta, Colombia. Erigido en 1993, en el centro geográfico del país, con símbolos de los aspectos étnicos, económicos, culturales y ecológicos del territorio.
- Obelisco Millenium, situado en el paseo marítimo de La Coruña (Galicia, España). Se levantó para conmemorar el inicio del siglo XXI y tiene como referentes la Torre de Hércules y el Obelisco de los Cantones, situados en la misma ciudad. Tiene 46 metros de altura. En los 13 primeros metros se cuenta la historia de los principales acontecimientos y personajes de La Coruña, tallados en los cristales. De noche el Obelisco Millenium se ilumina mediante 142 focos de luz. El 1 de enero de 2001 se encendió por primera vez.
- Obelisco de José Gálvez - Atocongo, construido en el año 2004, es una pieza alargada, prismática, de 15,0 m de altura de cemento, ubicado en la plaza de la bandera de la comunidad de Villa Poeta José Gálvez - Atocongo, ubicada entre en distrito de Pachacamac).
- Obelisco de Actopan, México. Su construcción se inició en 2008 y fue entregado en enero del año 2009, con 57 metros de altura. Fue construido para conmemorar el Bicentenario de la Independencia de México y el Centenario de la Revolución Mexicana.[4]
- Obelisco Macho, Santo Domingo, República Dominicana. construido por el dictador Rafael Leónidas Trujillo.
- Obelisco de Yacuiba, ubicado en la Plaza Los Libertadores del Barrio San Francisco, como un homenaje a las glorias militares de Bolivia y a los hombres que combatieron en la Guerra del Chaco.

## Galería

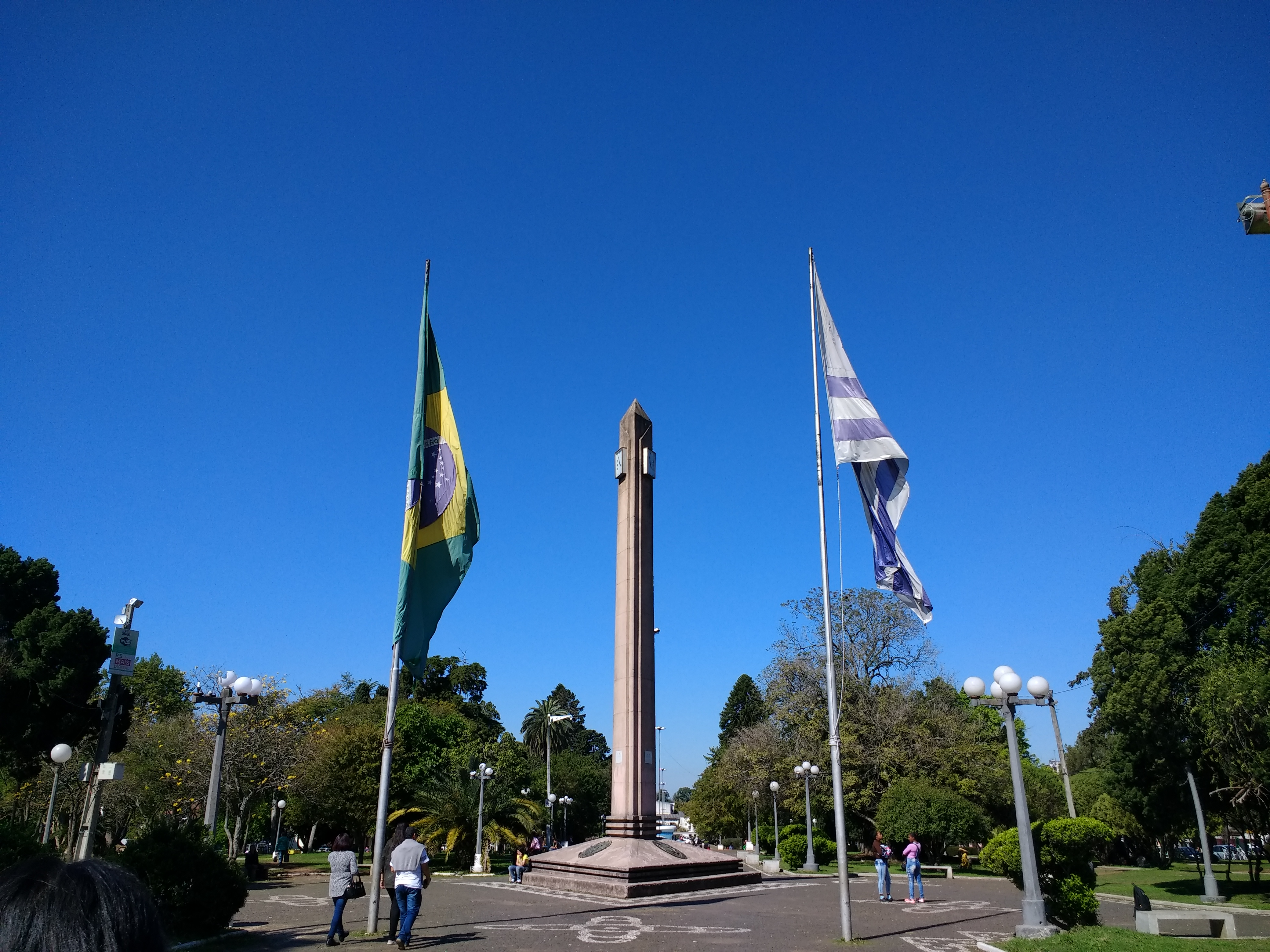
Obelisco en la Plaza Internacional, en la frontera entre Brasil y Uruguay
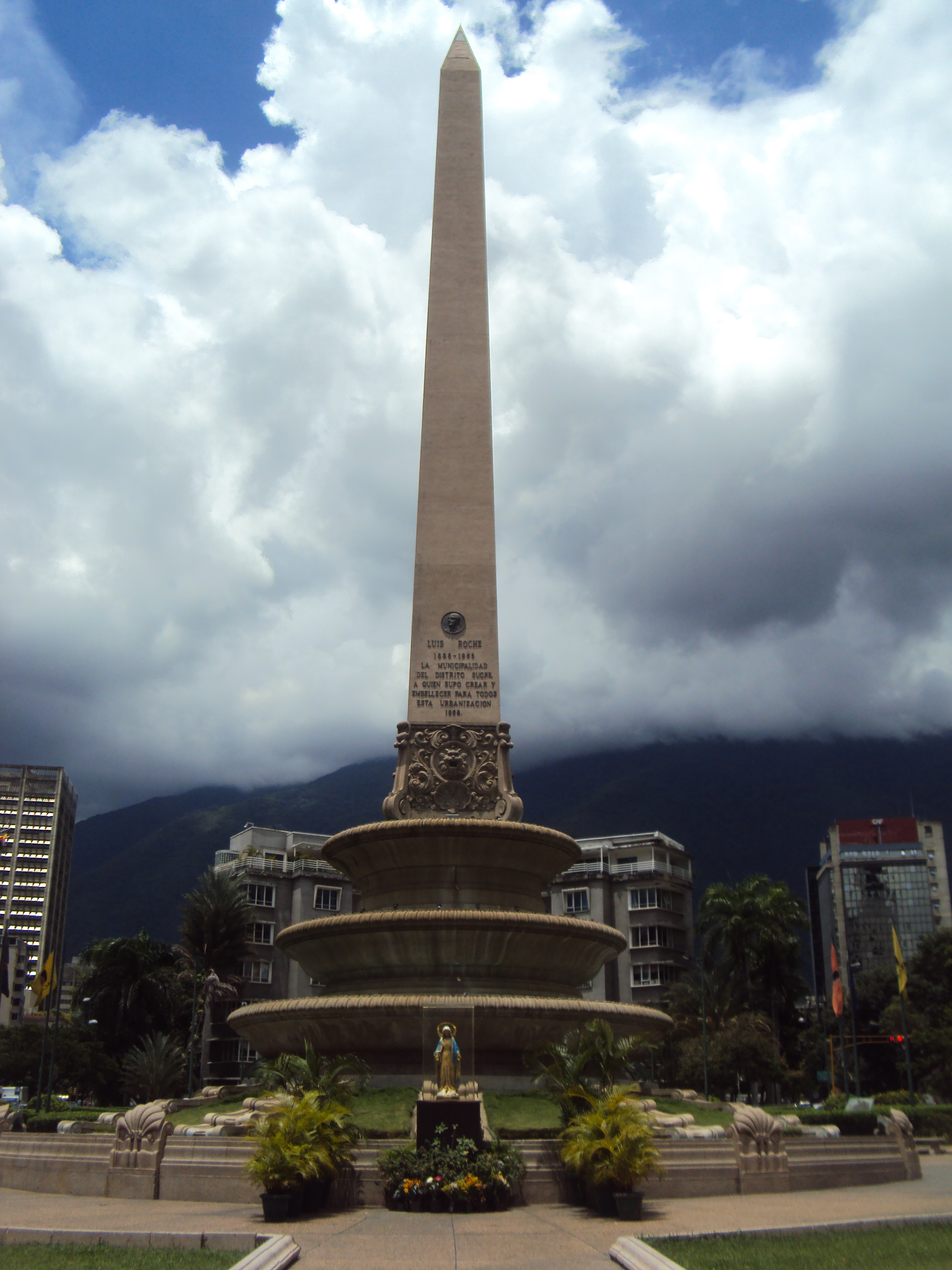
El Obelisco de la Plaza Francia, Caracas, Venezuela.
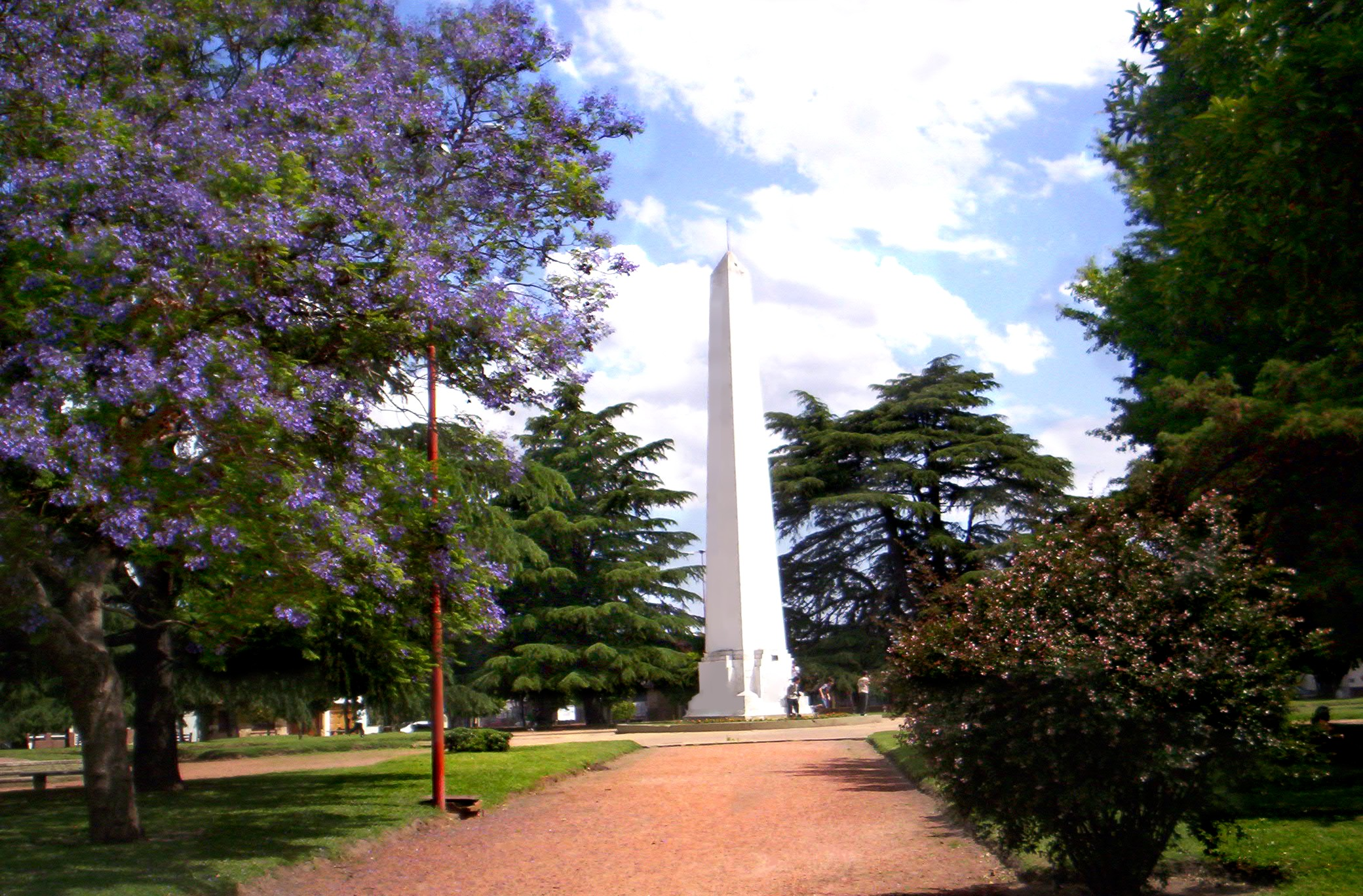
Obelisco en la Plaza 9 de Julio de Junín, Argentina.
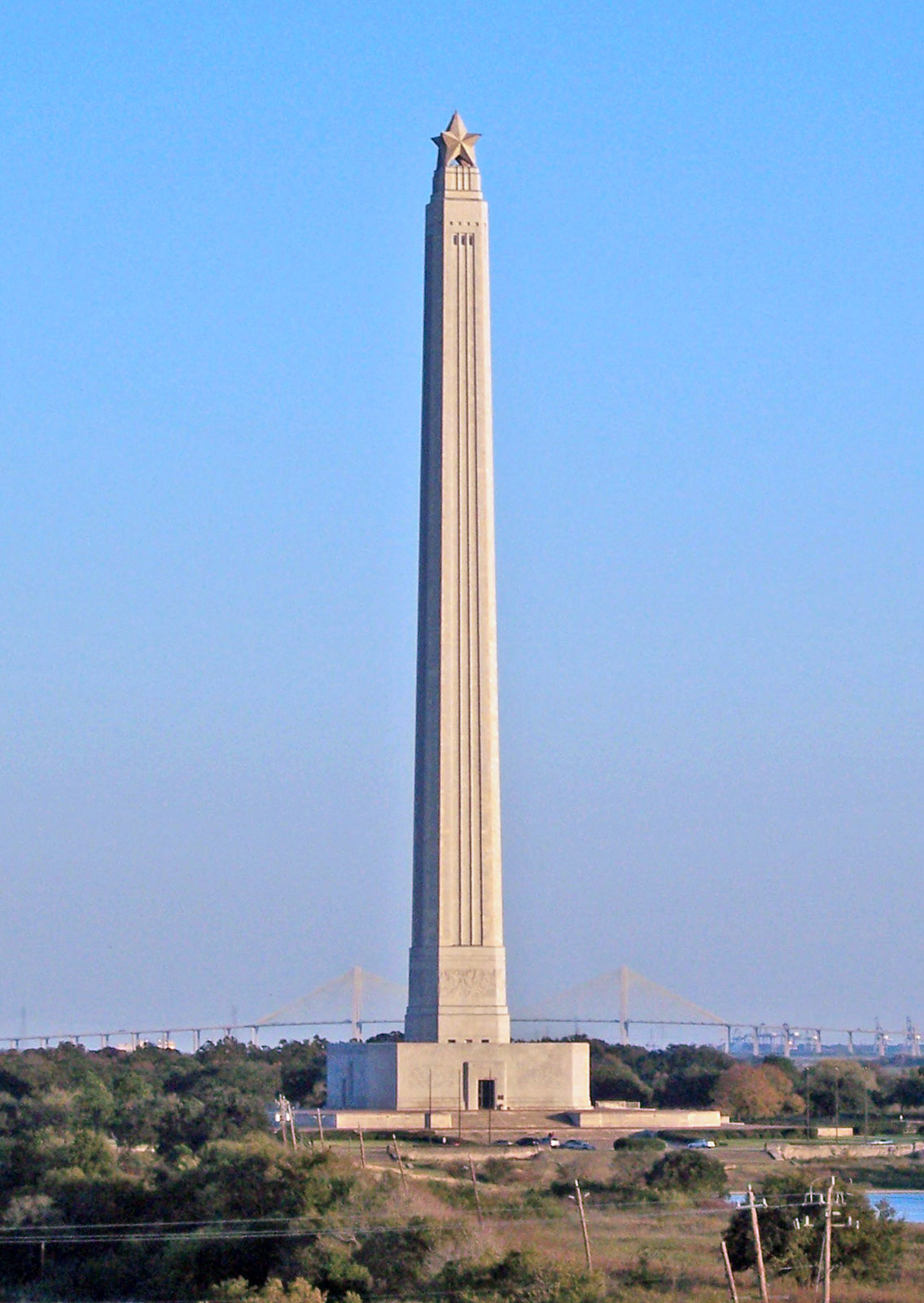
Monumento de San Jacinto (Texas), Estados Unidos.